# Jolfa
Jolfa (em persa: جلفا; romaniz.: Jolfā) é uma cidade no distrito central do condado de Jolfa, na província do Azerbaijão Oriental, no Irã. Segundo o censo de 2016, havia 8 810 habitantes.